# Ogdensburg (Wisconsin)
Ogdensburg è un villaggio degli Stati Uniti d'America, situato in Wisconsin, nella contea di Waupaca.